# Tuohtjärvi
Tuohtjärvi är en sjö i kommunen Klemis i landskapet Södra Karelen i Finland. Sjön ligger 75,3 meter över havet. Den är 6,8 meter djup. Arean är 69 hektar och strandlinjen är 7,83 kilometer lång. Sjön  ingår i Kymmene älvs huvudavrinningsområde.   Den ligger omkring 25 km väster om Villmanstrand och omkring 180 km nordöst om Helsingfors. 
I sjön finns ön Tuohtjärvensaari. 